# Херабуна

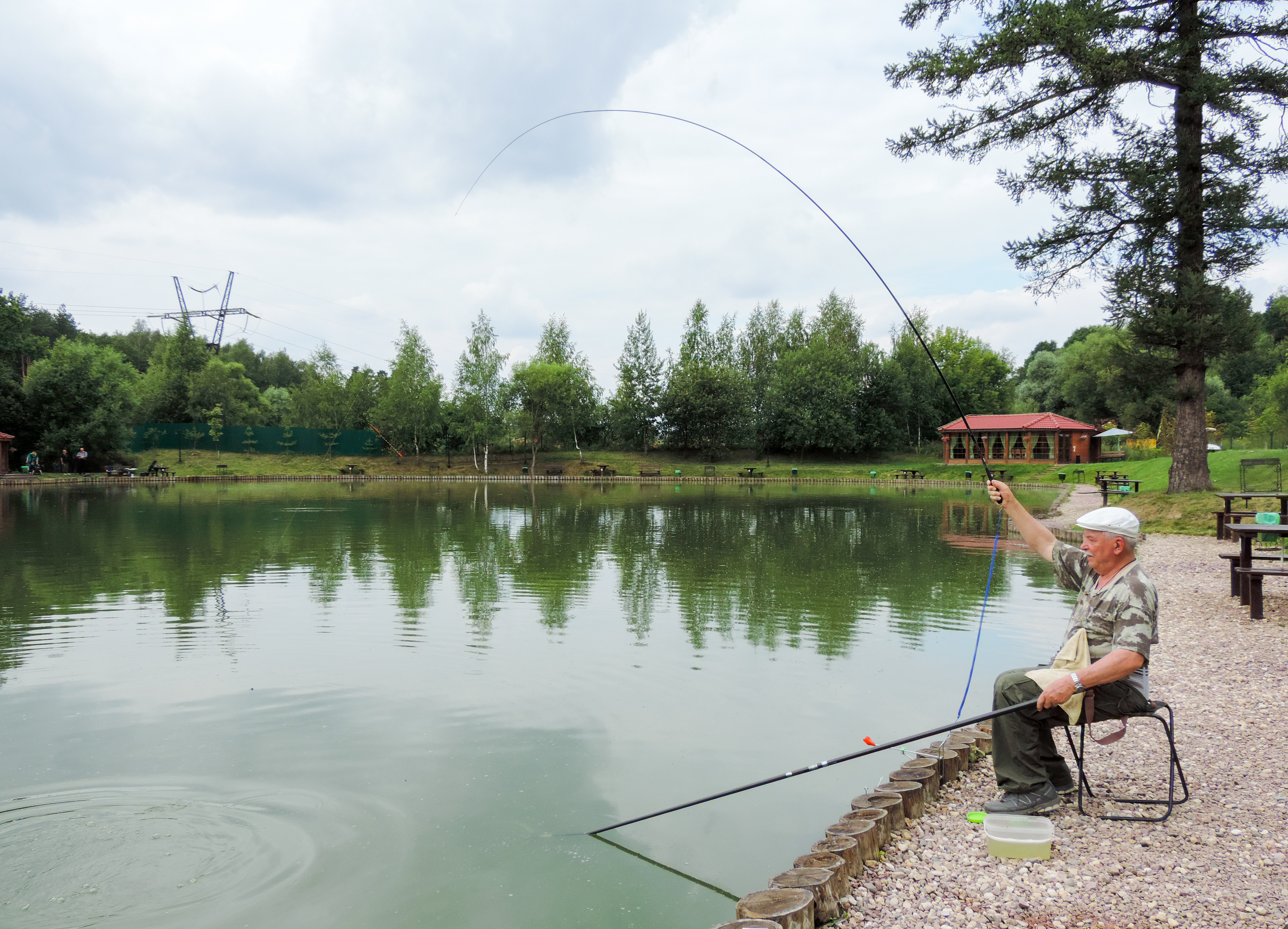
Ловля методом херабуна

Херабуна (англ. herabuna, от яп. ヘラブナ, — японский белый карась) — любительский способ ловли рыбы на поплавочную снасть на специализированные насадки, а также насадки, снасть и удилища, используемые при этом способе. Ловля заключается в забрасывании снасти в водоём, реагировании на изменение положения поплавка и вываживании рыбы. Херабуна является подвидом поплавочной ловли, распространенным в Японии, Китае, Корее, Вьетнаме, и значительно отличается от классической поплавочной ловли. Как правило, херабуна используется для ловли карася и карпа, но также и других видов "мирной" рыбы.

## История
История херабуны связана с появлением в озере Бива (Япония) гибридного вида карася, отличавшегося высоким телом и получившего название "генгоробуна" (яп. ゲンゴロウブナ) в честь рыбака Генгоро, впервые выловившего его. Этот карась начал разводиться искусственно, и на рубеже XIX и XX веков в рыбных хозяйствах местности Кавати из него была выведена новая порода, названная "каватибуна", лат. Carassius cuvieri. Этот вид карася отличался быстрым ростом, начал массово разводиться и заселять водоемы Японии и послужил обеспечению населения белковой пищей. Со временем его официальное название изменилось на народное "херабуна", буквально "плоский карась".
Распространение этого карася вызвало необходимость приспособления для его вылова традиционных японских снастей для рыбной ловли — легких бамбуковых маховых удилищ с глухой оснасткой (например, тенкара). Они стали оснащаться длинным поплавком с тонкой вершинкой, двумя крючками разного размера, в качестве насадки стало использоваться пылящее тесто. Эволюция этой снасти, распространенной по всей Юго-Восточной Азии, в Японии привела к современной херабуне.
В середине XX века разведение карася херабуна было начато на Тайване, вслед за ним был перенят и метод ловли. Взрывное распространение херабуна получила в Китае в 1990-х годах, после допуска на соревнования по рыбной ловле команды Тайваня. Тайваньские спортсмены, используя херабуну, несколько лет побеждали китайских рыболовов, которые начали перенимать от них новый способ ловли. Поэтому херабуна имеет в Китае название "тайваньская рыбалка". Из Китая, благодаря развитию производства других видов рыболовных товаров, херабуна в 2010-х годах начала проникать в Россию. В первое время херабуну использовали только мигранты из стран Востока и отдельные энтузиасты, познакомившиеся с этим методом при посещении этих стран. В 2013—2014 годах японская фирма Marukyu представляла товары для ловли методом херабуна на выставках рыболовных товаров в России и Украине и участвовала в проведении семинаров об этом методе ловли, что поспособствовало обучению российских рыболовов особенностям херабуны и её распространению.

## Конструкция
Классическая херабуна представляет собой маховое удилище без пропускных колец, к которому наглухо прикреплена снасть. Снасть состоит из основной лески, на которой закреплены поплавок, огрузка, крепление поводков и два поводка разной длины с одинарными крючками разного размера. На крючки насаживается особый вид растворяющегося в воде теста.

### Удилище

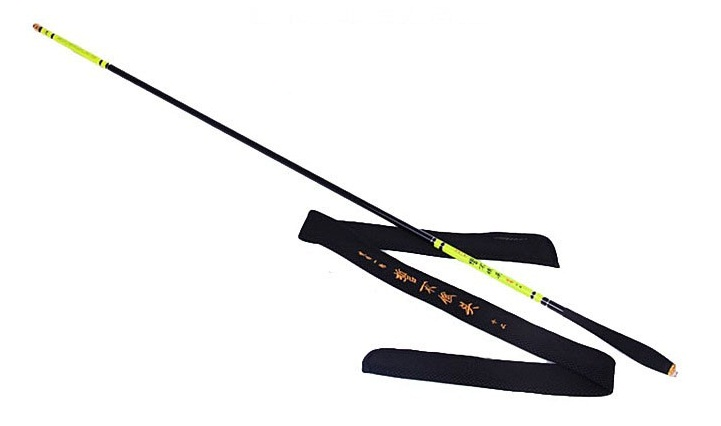
Удилище херабуна

Исторически использовались составные (штекерные) удилища из бамбука, производство которых в Японии до сих пор продолжается в качестве предметов роскоши и коллекционирования. В современной херабуне в подавляющем большинстве применяются легкие телескопические удилища из углепластика. Конструктивно они похожи на маховые удилища, используемые в европейской поплавочной ловле, но имеют отличия:
- Значительно меньший вес — от 50 г у легких удилищ длиной 3—4 м до 200 г у тяжелых длиной 6—7 м;
- Низкая конусность — несмотря на телескопическую конструкцию, удилища, как правило, имеют тонкую заднюю часть (комель) диаметром 8—15 мм;
- Небольшие длины: хотя используются удилища длиной до 8 м, наибольшее распространение имеют длины 3,6—4,5 м;
- Мягкий строй: удилища херабуна значительно более "мягкие" и хлесткие, при нагрузке сгибаются по всей длине вплоть до рукоятки, что помогает при вываживании крупной рыбы сглаживать её рывки;
- Наличие в задней (комлевой) части объемной рукоятки из кожи, ткани или вспененных полимеров для более удобного удержания тонкого удилища;
- Наличие на заднем торце удилища кольца для крепления к страховочной резине;
- Использование для крепления лески к кончику удилища не лесочной петли или пластикового коннектора, а вклеенного шнура, часто с вертлюгом.

Традиционно удилища измеряются в сяку и имеют следующие длины: 2,7 м; 3,6 м; 4,5 м; 5,4 м; 6,3 м; 7,2 м; 8,1 м. Длина удилища выбирается, исходя не только из желаемой дальности заброса, но и из необходимой глубины ловли (поскольку длина лески равна длине удилища и регулироваться не может) и целевой рыбы (чем крупнее рыба, тем труднее её вываживать коротким удилищем). Существуют удилища более легкие и тонкостенные, для ловли небольшой рыбы (карася) и более тяжелые, для ловли карпа. Почти все удилища более мягкие и гибкие по сравнению с европейскими маховыми удилищами, что позволяет им эффективно амортизировать рывки даже крупной рыбы. Удилища имеют разный строй, который характеризуется соотношением общей длины удилища к его гнущейся под нагрузкой части: от более "быстрых" к более "медленным" они перечисляются обозначениями 9/1, 8/2, 7/3, 6/4, 5/5. Удилище выбирается рыболовом в зависимости от условий ловли: для водоемов без растительности и небольшой рыбы — короткие, легкие и мягкие удилища; для водоемов с растительностью — более длинные и жесткие; для крупной рыбы — еще более длинные, жесткие и толстостенные; для спортивной ловли на скорость — легкие и очень жесткие, сравнимые с европейскими маховыми удилищами.
Такие удилища получили название "херабуна" в основном в России, как наиболее подходящие для ловли методом херабуна. Но ряд перечисленных свойств характерен для других азиатских маховых удилищ, в том числе маховых, джокерных, тенкара, танаго и других. Все эти удилища похожи и отличаются не конструктивно, а по используемому методу ловли.

### Леска и оснастка

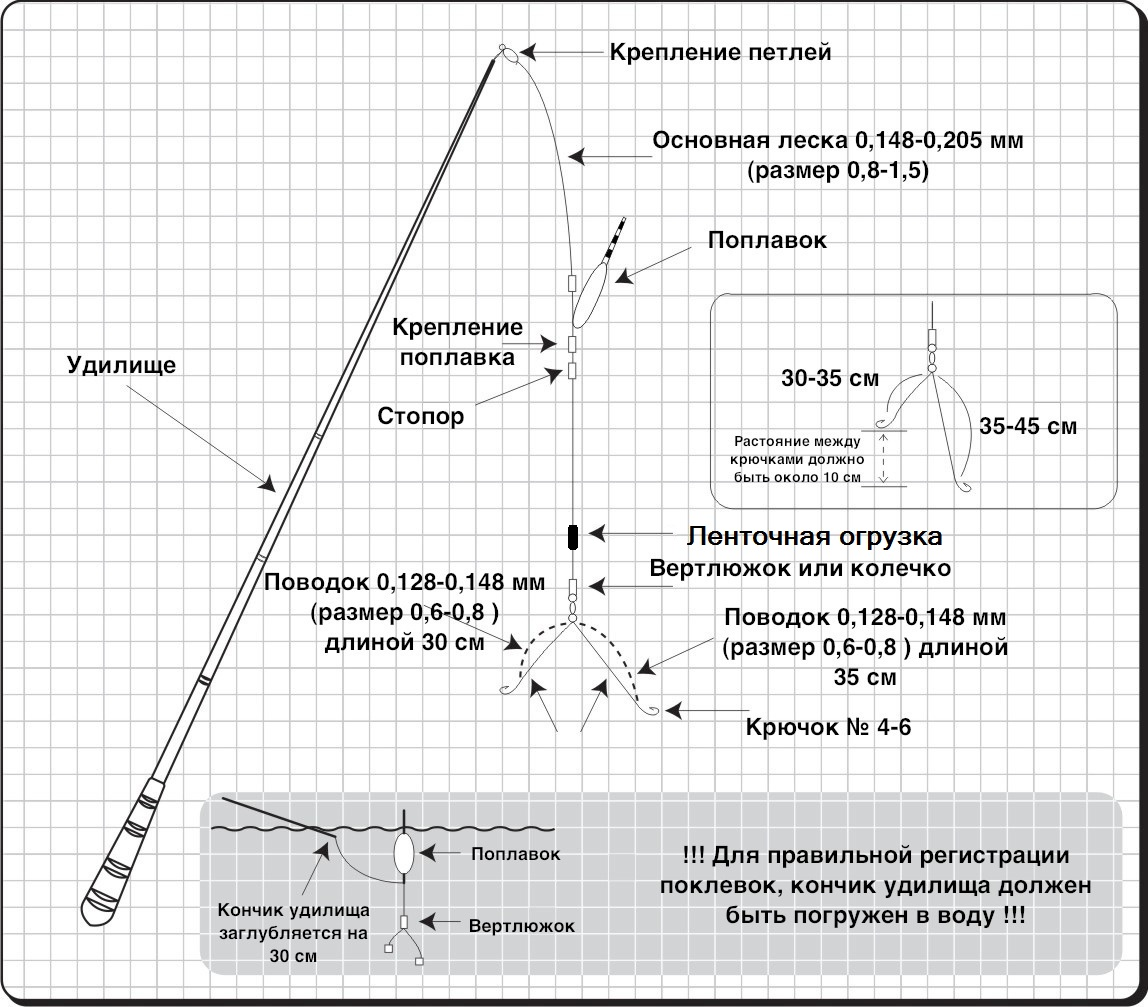
Оснастка херабуна

В методе херабуна используется тонущая леска с большой степенью растяжимости. Отмеренный по длине удилища отрезок лески крепится к шнуру на конце удилища при помощи специального двойного затяжного узла, который позволяет легко затягивать и снимать леску со шнура, и на леску устанавливается оснастка. По порядку от кончика удилища (сверху вниз на свисающей леске) располагаются:
- Два резиновых стопора, верхний из которых служит для отметки на леске глубины, а нижний — для фиксации "скользящего" поплавка;
- Крепление ("коннектор") поплавка, который позволяет отсоединять поплавок от оснастки, хранить и перевозить их отдельно;
- Еще два стопора, верхний из которых фиксирует поплавок при забросе, а нижний служит для отметки глубины или фиксации огрузки;
- Резиновая или пластмассовая втулка для огрузки;
- Стопор, фиксирующий втулку для огрузки;
- Кольцо, вертлюг или застёжка для крепления поводков.

При ловле кончик удилища опускается в воду, и вся оснастка полностью находится под водой, что даёт большую чувствительность при подсечке рыбы. Для хранения и перевозки оснастка снимается с удилища и наматывается на небольшие круглые мотовила из материала ЭВА.

### Поплавок и огрузка

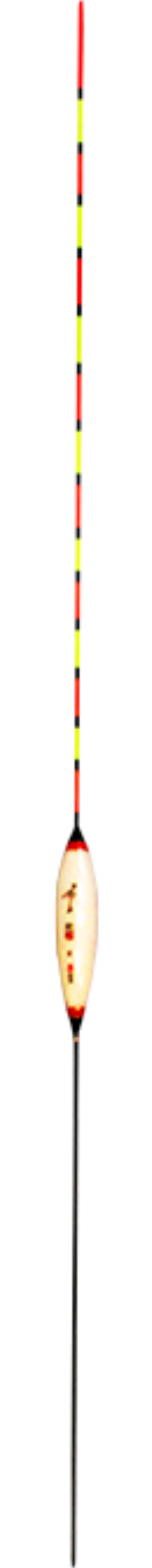
Поплавок херабуна

Поплавок и огрузка — одни из отличительных и наиболее важных составляющих метода херабуна. Поплавки используются небольшой огрузки (1—4 г), удлиненных форм, с очень длинными и тонкими килем и антеннкой. Антеннка имеет диаметр 0,8—1,2 мм, длину 15—25 см и размечена на несколько (10—20) ярких красных и желтых сегментов. Благодаря этому объем, который рыба притапливает или приподнимает при поклевке, очень мал (0,1—0,2 см3), и поплавок является чрезвычайно чувствительным, сигнализируя рыболову о малейших движениях рыбы. Длинный киль используется в качестве плеча для того, чтобы после заброса огрузка эффективно поднимала поплавок в вертикальное положение. Общая длина поплавков херабуна колеблется от 30 до 50 см и, хотя они изготавливаются из прочных материалов, поплавки необходимо снимать с оснастки и хранить в специальных коробках или тубусах. Поплавки имеют несколько основных форм (иглообразную, веретенообразную, шарообразную и другие), которые используются в разных погодных условиях.
При ловле поплавок притапливается полностью, тело поплавка находится под водой, сигнализирующим элементом является антеннка, которая, в зависимости от веса насадки или действий рыбы, поднимается и опускается в воду полностью. Для того, чтобы достичь правильной огрузки поплавка, применяется специальный вид грузила — лента из свинца толщиной 0,3—1,2 мм и шириной 0,6—1,7 см. Она наматывается на втулку для огрузки, лишняя часть отрезается ножницами или отрывается пальцами. Это позволяет огружать поплавок с необходимой для него точностью до сотых долей грамма.
Из-за такой точности в огрузке и работе поплавка получают значение факторы, незначительные в обычной поплавочной ловле. Так, поплавки херабуна, даже одной модели и из одной партии, из-за разницы в структуре и обработке материала могут иметь различную огрузку (например, 2,39 г и 2,47 г). При такой точности огрузки каждый раз при сборе снасти огрузку необходимо корректировать, поскольку она зависит от конкретного поплавка, плотности воды, температуры, осмоса поплавка и лески, размеров поводков и крючков, плотности теста и других изменяющихся факторов. Поэтому для поплавков херабуна бессмысленна привычная для российских рыболовов характеристика "огрузка". Как правило, на поплавках присутствуют цифры от 1 до 5, которые означают номер модели и не имеют отношения к огрузке.

### Крючки и поводки
К кольцу, вертлюгу или застежке, которые закрепляются на конце лески, крепятся два поводка с привязанными крючками. Поводки изготавливаются из тонущей лески с разрывной нагрузкой меньше, чем у основной лески, для того, чтобы при превышении нагрузки произошел разрыв поводка, а основная оснастка осталась целой. Поводки имеют разную длину (обычно с разницей около 3—5 см), а крючки разный размер: крючок, находящийся на более коротком поводке, имеет размер чуть больше. Это делается для того, чтобы на верхний крючок можно было насаживать кусочек теста большего размера, и он, осыпаясь, привлекал внимание рыбы к наживке на нижнем крючке. Однако ловля происходит на оба крючка, в том числе случаются одновременные поклевки, что позволяет поймать две рыбы разом. При ловле по принципу "Поймал — отпусти" часто используются безбородочные крючки, не травмирующие рыбу.

### Насадки

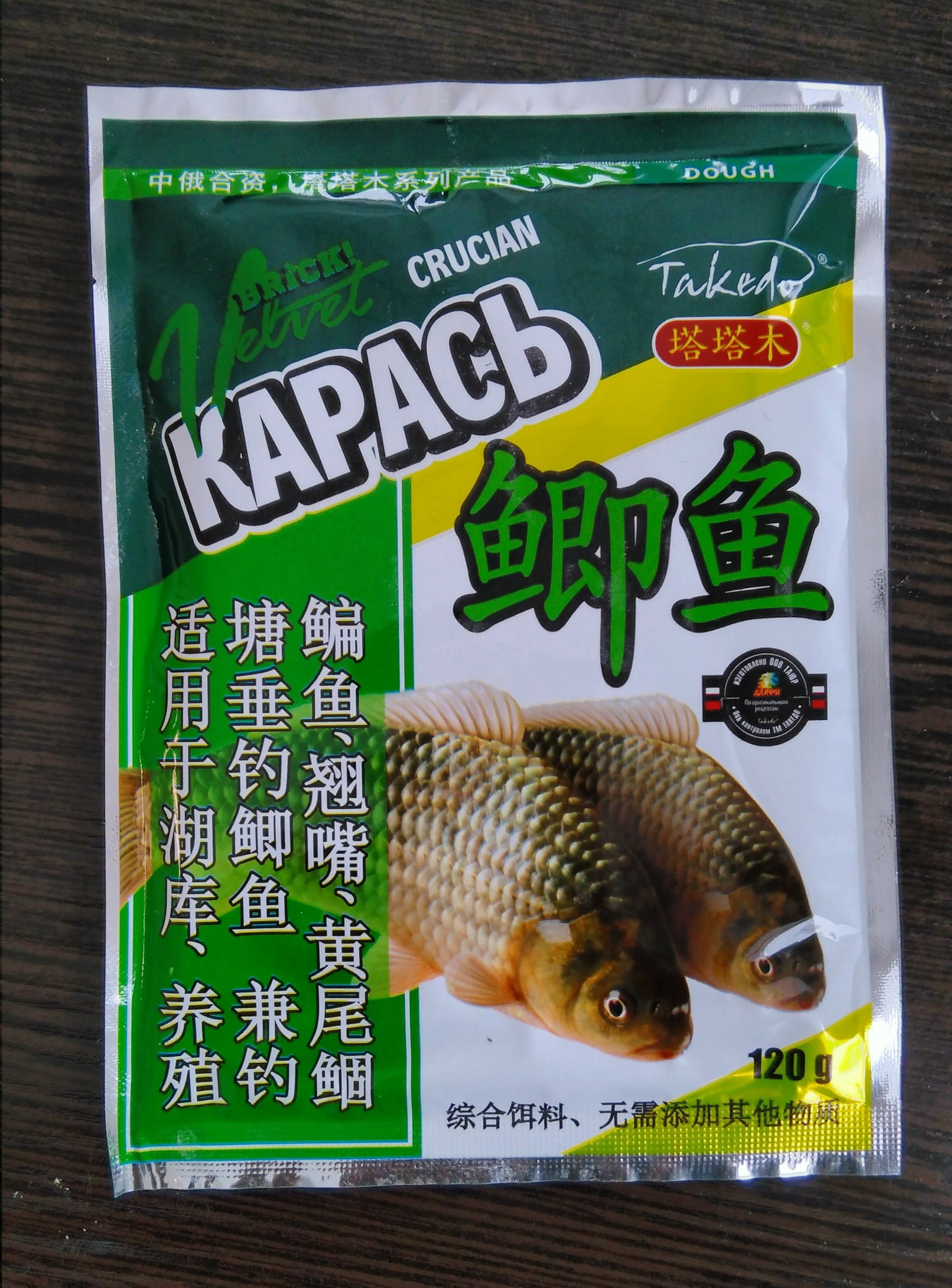
Тесто херабуна

Наиболее распространенными для метода херабуна являются специализированные насадки в виде теста. Они изготавливаются крупными производителями и продаются в виде смесей порошков, разводимых водой и принимающих вид легкого, набухающего и растворимого теста. Такие теста имеют три основных компонента: глютеновые связующие, крахмальные рассыпчатые вещества и вкусовые и ароматические добавки, включающие в себя комплексы аминокислот, измельченных личинок и ракообразных. Состав насадок держится производителями в секрете, и повторить его в домашних условиях невозможно. Производятся также так называемые "конструктор насадок херабуна", представляющие собой несколько (3—8) отдельных пакетов с компонентами, которые смешиваются рыболовом перед началом ловли в разных пропорциях в зависимости от желаемых характеристик теста.
Особенность теста херабуна состоит в том, что оно обладает одновременно и высокими вкусовыми и ароматическими характеристиками, привлекающими рыбу, и уникальными физическими свойствами. Глютеновые элементы образуют в тесте сеть связей, удерживающих тесто на крючке, в то время как рассыпчатые вещества разбухают, опадают с крючка и всплывают к поверхности, создавая вокруг насадки ароматную муть, привлекающую рыбу. Таким образом, в отличие от европейской поплавочной ловли, тесто служит одновременно и насадкой, и прикормкой. Различаются способы насадки теста на крючок, от протягивания крючков через тесто до насаживания со спрессовыванием теста пальцами, при помощи которых можно изменять интенсивность пыления и время распада теста. В зависимости от состава смеси, способов приготовления и насаживания, тесто удерживается на крючке от одной до пяти минут, после чего падает на дно. Освободившись от тяжести теста (составляющей 0,03—0,1 г), вершинка поплавка всплывает на несколько делений, что сигнализирует рыболову о необходимости заменить насадку.
Распадающееся тесто является основным видом насадки для херабуны, но, в зависимости от условий ловли, могут применяться традиционные и комбинированные насадки: червь, опарыш, кукуруза, перловка, хлеб, другие виды насадок в чистом виде или в комбинации с тестом (тесто при этом насаживается на верхний крючок).

## Использование и методы ловли
Выделяется несколько различных подвидов ловли на херабуну в зависимости от положения крючков с насадкой в толще воды: в четверть глубины; в половину глубины; в три четверти глубины; в придонном слое; с касанием дна нижним крючком; с касанием дна обоими крючками; с огрузкой, лежащей на дне. Они применяются для ловли разной рыбы и в разных природных и погодных условиях. От выбора этих методов зависит настройка снасти, в том числе огрузка поплавка. Существуют также различия в использовании поплавков, глубины их притапливания, которые зависят от силы ветра, течения, глубины в месте ловли, также существует остнастка с плавающими стопарками для ловли в верхних слоях воды используется для ловли красноперки, уклейки
В спортивной ловле методом херабуна существует также способ ловли с большой скоростью, имеющий ряд особенностей. При этом способе тесто замешивается с большим количеством глютена и разводится большим количеством воды. Для насаживания теста крючки просто проводятся сквозь него, и на них остается необходимое количество насадки. Рыба достается из воды без помощи подсака и освобождается от крючков при помощи специального стержня, закрепленного на садке. Всё это позволяет производить доставание снасти из воды и перезаброс очень быстро, в течение 1—2 секунд.
Особенностью херабуны является большая чувствительность снасти и возможность быстрой подсечки. Для этого необходимо, чтобы леска была максимально выпрямлена, для чего требуется исключить влияние парусности и поверхностного натяжения воды, поэтому используется тонущая леска, которая при ловле полностью погружается в воду. По этой же причине удилище при ловле не держится в руке, а устанавливается на специальную подставку так, что кончик удилища оказывается опущен в воду. Рыболов при этом должен держать руку на ручке удилища для того, чтобы быстро среагировать на поклевку и вовремя подсечь рыбу. Для того, чтобы крупная рыба не утащила удилище в воду, применяются специальные ограничительные кольца и упругие резиновые шнуры, которые прицепляются за специальное кольцо в задней пробке удилища. Эти шнуры могут также применяться при вываживании крупной рыбы: если рыболов не может справиться с вываживанием, он может выбросить удилище в воду и бороться с рыбой при помощи натяжения резинового шнура, пока она не утомится и не ослабнет.

## Значение

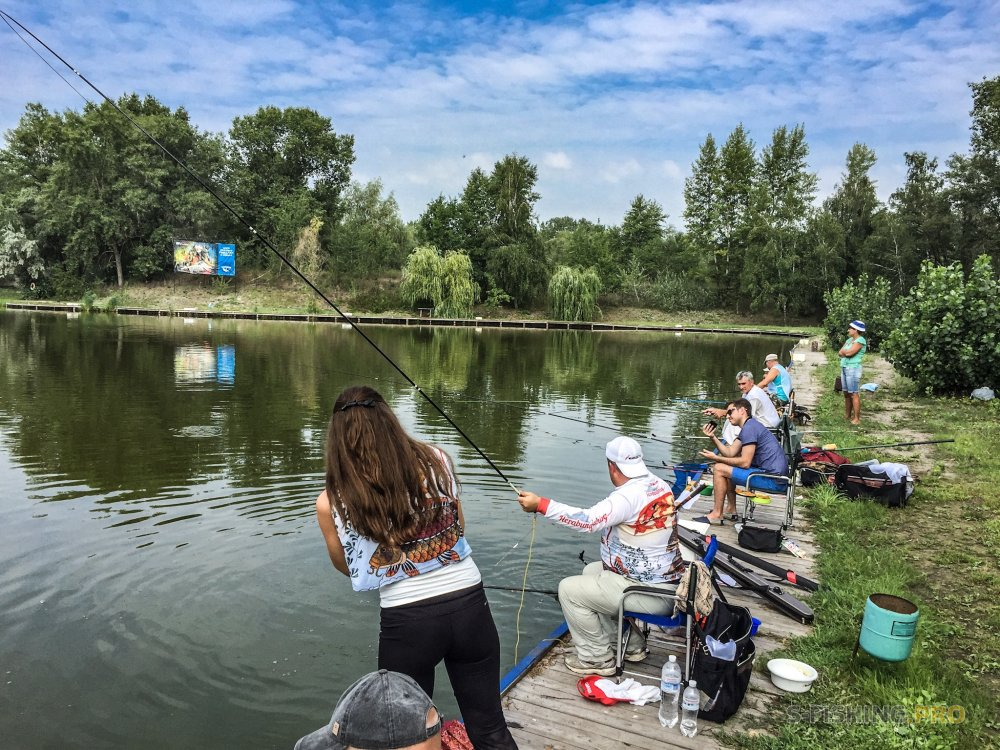
Соревнования по херабуне

Несмотря на конструктивную простоту, херабуна является наиболее развитым способом поплавочной ловли из всех существующих. Её настройка, освоение и использование сложны и представляют собой интеллектуальную задачу, привлекательную для рыболова. Применение насадок разных видов, консистенции и составов, их смешивание и ароматизация, изменение дальности и глубины лова, приспособление к разным водоемам, видам рыбы, погодным условиям открывают безграничные просторы для творческих экспериментов.
Удилища и оснастки херабуна чрезвычайно чувствительны, что позволяет получить большое удовольствие от вываживания даже некрупной рыбы. Метод ловли сидячий, отличается небольшим количеством движений и небольшой нагрузкой, что располагает к комфортному отдыху во время рыбалки. Возможность использования в качестве насадки и приманки теста позволяет отказаться от насаживания червей, опарышей, мотыля, которое доставляет эстетическое неудовольствие некоторым людям.
При этом херабуна является одним из наиболее эффективных способов ловли. Благодаря особому составу насадок они привлекают рыбу с большого расстояния, и рыбалка получается нерезультативной крайне редко, реже, чем в других способах ловли.
Большим преимуществом херабуны является её дешевизна, которая помогает осваивать этот метод постепенно, без значительных затрат. Для начинающих нет необходимости в покупке экипировки, стула, подставки под удилище, дорогих марок насадок и прикормок. Достаточно только пакета теста, самостоятельно связанной оснастки, поплавка с грузом и любого, даже самого дешевого, удилища.
В Японии и Китае широко распространены соревнования по ловле методом херабуна, которые проходят на платных водоемах. В России и Украине в 2016—2017 годах проведены несколько неофициальных соревнований.